# Mer d'Alboran
La mer d'Alboran (de l'arabe البحران, al-bahran, signifiant "les deux mers") est située en mer Méditerranée. Elle représente la partie la plus occidentale du bassin algéro-provençal. Elle est comprise entre la péninsule Ibérique au nord, le Maghreb au sud et le détroit de Gibraltar à l'ouest. La mer est également une écorégion désignée par le Fonds mondial pour la nature (WWF).
Elle tire son nom de l'îlot d'Alborán, situé à mi-chemin entre les villes d'Almería et de Melilla (ville-enclave espagnole sur les côtes africaines). De nombreux ports de commerce et de passagers sont situés de part et d'autre de cette mer.

## Géographie

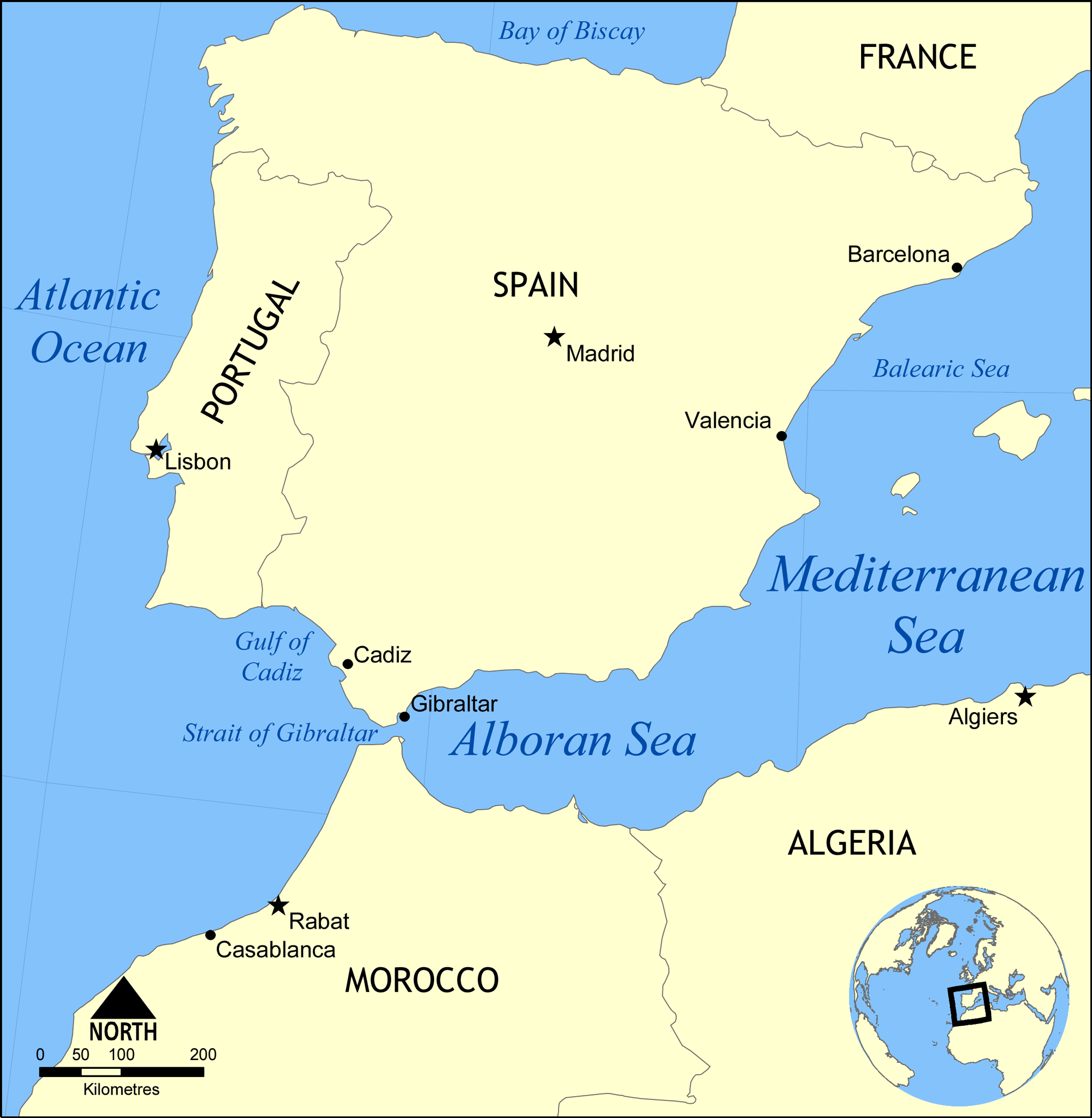
Carte de la mer d'Alboran

L'Organisation hydrographique internationale (OHI) détermine les limites de la mer d'Alboran de la façon suivante :
- À l'ouest : Une ligne joignant la Punta de Europa (Gibraltar) (36° 06′ 32″ N, 5° 20′ 45″ O) à la Punta Almina (Ceuta) (35° 54′ 02″ N, 5° 16′ 43″ O).

- À l'est : Une ligne joignant le cabo de Gata (cap de Gate) (36° 43′ 09″ N, 2° 11′ 02″ O), en Espagne au cap Figalo (35° 34′ 31″ N, 1° 11′ 47″ O), en Algérie.

La profondeur moyenne est de 445 mètres ; la profondeur maximale est de 1 500 mètres.
La zone géologique dite de l'arc de Gibraltar avoisine la mer d'Alboran au sud, à l'ouest et au nord. En plus du Rif marocain, cette région est associée aux cordillères Bétiques dont le relief montagneux est dû à la collision des plaques africaine et ibérique durant le Tertiaire. Cette zone est principalement composée de croûte continentale provenant d'un terrane subduit entre les plaques africaine et eurasienne. Cette région semble toujours tectoniquement active, notamment puisqu'on observe de l'activité sismique profonde sous la province de Grenade, en Andalousie.

## Villes et ports riverains
Les villes principales sont Tanger, Tétouan, Al Hoceima, Nador et Saidia (Maroc) ;  Ghazaouet, Beni Saf sidi youchaa,honain(Algérie) ; Ceuta, Melilla, Malaga, Almería (Espagne) et Gibraltar (Royaume-Uni). Ceuta et Gibraltar sont aussi ouverts sur le détroit de Gibraltar qui permet â la mer Méditerranée de communiquer avec l’Atlantique.
Les principaux ports sont Ceuta, Melilla, Nador, Tanger Med, Malaga, Motril, Algésiras et Almería.
Les principales stations balnéaires sont Saïdia, Martil, Cabo Negro et Al Hoceïma au Maroc et Marbella, Malaga et Almería en Espagne.